# Gartenstadt (Mannheim)
Die Gartenstadt ist ein Stadtteil von Mannheim, der zum Stadtbezirk Waldhof zählt. Sie gilt als der grünste Stadtteil Mannheims.

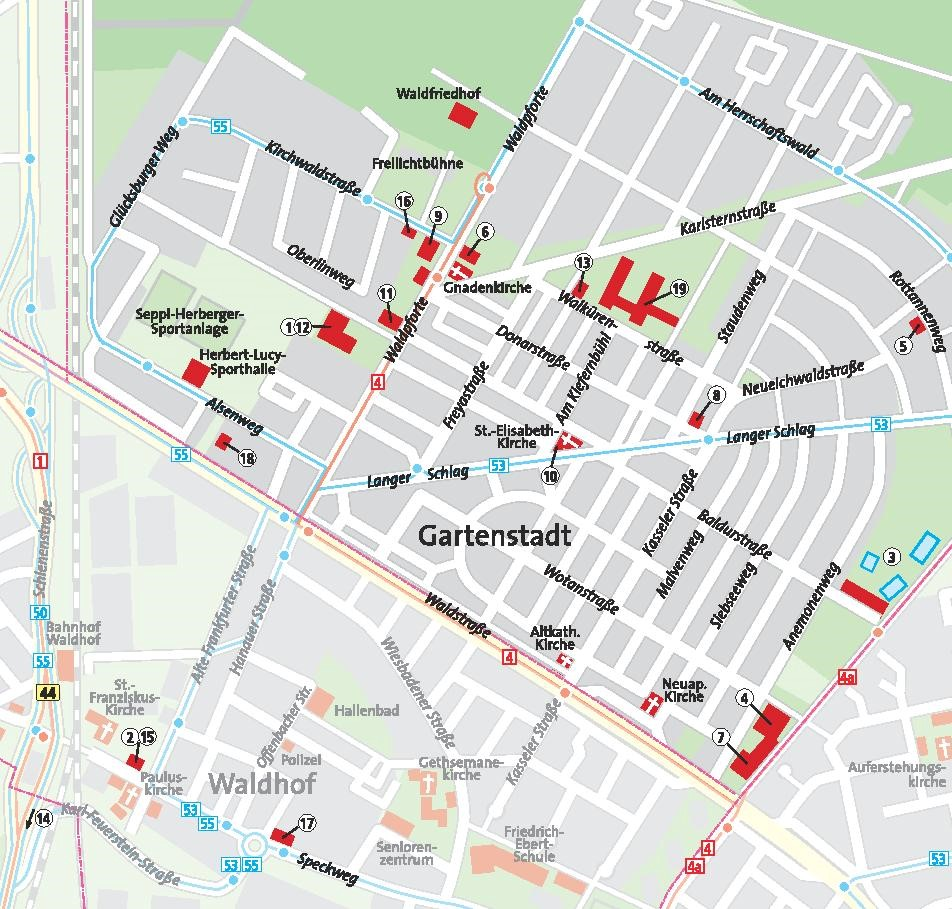
Mannheim Gartenstadt Stadtplan

## Geschichte
Die Gartenstadt verdankt ihren Namen der Gartenstadtbewegung aus England. Das Konzept der Gartenstadt wurde als Reaktion auf die schlechten Wohn- und Lebensverhältnisse zu Zeiten der Industrialisierung entworfen. So sollten am Rande der Großstädte Siedlungen mit kleinen Häusern auf großen Grundstücken gebaut werden, um den Bewohnern Stadtnähe und Industriearbeit sowie gleichzeitig gesunde Ernährung durch den Eigenanbau von Obst und Gemüse zu ermöglichen.
1910 wurde die „Gartenvorstadt-Genossenschaft Mannheim“ gegründet und den Mannheimer Architekten Hermann Esch und Arno Anke die Planung des neuen Stadtteils übertragen. Im Frühjahr 1912 erging die Genehmigung für den ersten Teilplan mit 130 Wohnungen. Die ersten Häuser, vorwiegend Einfamilienhäuser mit 38 Dreizimmer- und zwei Vierzimmerwohnungen, wurden bereits am 1. Oktober 1912 an der Waldpforte, Waldstraße und am Langer Schlag fertiggestellt. Ab 1913 wohnten 116 Familien im neuen Stadtteil. In der „alten Gartenstadt“, die unter Denkmalschutz steht, entstanden 420 Einfamilienhäuser. Ab 1925 wurden auf dem Gelände östlich der „alten Gartenstadt“ Grundstücke an Privatleute vergeben. Viele der Häuser wurden wie die typischen Schwarzwaldhäuser mit Holzschindeln verkleidet. Am 2. Juni 1926 gründete die Stadt Mannheim die Gemeinnützige Baugesellschaft Mannheim mbH (GBG), um sozialen Wohnungsbau zu fördern und errichtete in der Gartenstadt Häuser und Höfe, die an das Siedlungsgebiet angrenzten und für kinderreiche Familien geplant waren. Ab 1930 wurden zudem die ersten Siedlerhäuser in der Gartenstadt gebaut. Ein großes Stück Land aus städtischem Besitz wurde dazu in Parzellen eingeteilt. Arbeitslose rodeten dann gemeinsam das Gelände und bauten Häuser, die unter den Helfern verlost wurden. Heute gibt es die typischen Siedlerhäuser jedoch kaum mehr. In den folgenden Jahren wurden die restlichen Freiflächen nördlich der Waldstraße und zwischen der Riedbahntrasse der deutschen Bahn und Lampertheimer Weg, inklusive des Gebietes Am Hochwald, erschlossen und bebaut. Einzelne Bauabschnitte haben bis heute einen eigenen Namen, z. B. Neueichwald I, Neueichwald II, Kirchwaldsiedlung, die Höfe und Am Hochwald. Die Bebauung der freien Wiesenfläche an der Waldpforte durch einen Discounter-Markt wurde wegen der Einwände von Bürgern nicht vorgenommen.
Anfang 2013 begann die Verwirklichung des Großprojekts „Stadtbahn Mannheim Nord“ der Stadt Mannheim und der Rhein-Neckar-Verkehr GmbH unter starker Beteiligung der Gartenstädter Bürger. Es band die Gartenstadt als einen der letzten verbliebenen Stadtteile an das Straßenbahnnetz der Stadt an und wurde schließlich planmäßig im Sommer 2016 abgeschlossen.
Auf der erwähnten freien Wiesenfläche an der Waldpforte entstand eine der beiden neuen Endstellen. Das Gegenstück befindet sich am Stillen Weg, dem Ostende der Gartenstadt.

## Kultur und Sehenswürdigkeiten
In der Gartenstadt stehen die evangelische Gnadenkirche und die katholische Kirche St. Elisabeth. Darüber hinaus befinden sich dort die Erlöserkirche der alt-katholischen Gemeinde und eine neuapostolische Kirche.
Auf der Seppl-Herberger-Sportanlage am Alsenweg befindet sich mit dem gleichnamigen Seppl-Herberger-Stadion die Heimstatt des Sportvereins SV Waldhof Mannheim. Im Erich-Schäfer-Sportpark am Anemonenweg bestreitet der VfB 1950 Gartenstadt seine Spiele. Gleich nebenan befindet sich das Carl-Benz-Bad, ein Freibad mit Schwimmer-, Nichtschwimmer und Planschbecken, großen Liegenflächen und einem Sprungturm.
Im direkt an die Gartenstadt angrenzenden Naherholungsgebiet „Käfertaler Wald“ sind weitere Möglichkeiten für sportliche Aktivitäten oder anderen Freizeitbeschäftigungen gegeben. Hier findet man neben einer Minigolf-Anlage und einem Vogelpark auch große Rot- und Damwild-Gehege, die außerdem von Wildschweinen und Bisons bevölkert werden, sowie ein italienisches Restaurant.
Die Freilichtbühne Mannheim bietet im Sommer jeweils Aufführungen für Kinder wie für Erwachsene. Das dazugehörende Zimmertheater spielt in der Wintersaison. Der Bürgerverein Mannheim Gartenstadt veranstaltet in lockerer Folge Musik-, Cabaret- und andere Veranstaltungen, die im Bürgerhaus, im schräg gegenüber liegenden Bürgergarten oder auf den Straßen des Stadtteils stattfinden.

Neben dem Bürgerhaus des Bürgervereins Gartenstadt e. V. befindet sich das Jugendhaus Waldpforte mit angrenzendem Abenteuerspielplatz und dem Waldhaus Mannheim, das Kindern und Jugendlichen des Stadtteils ein abwechslungsreiches Freizeitprogramm bietet.

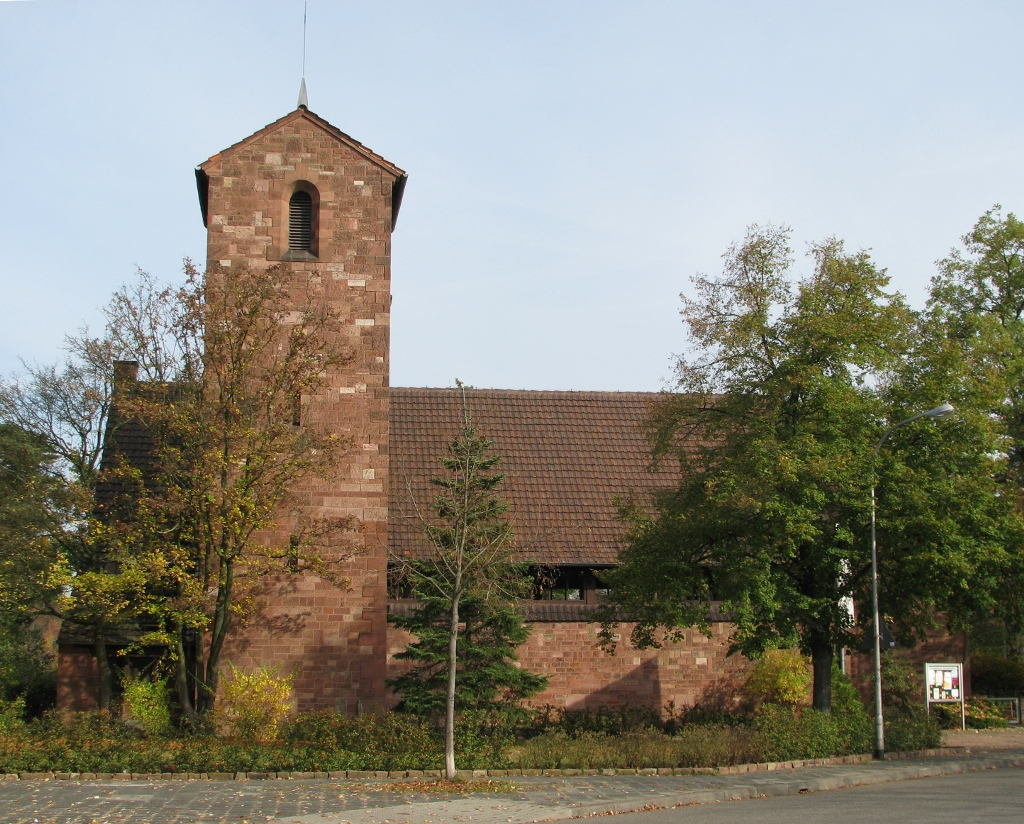
Gnadenkirche
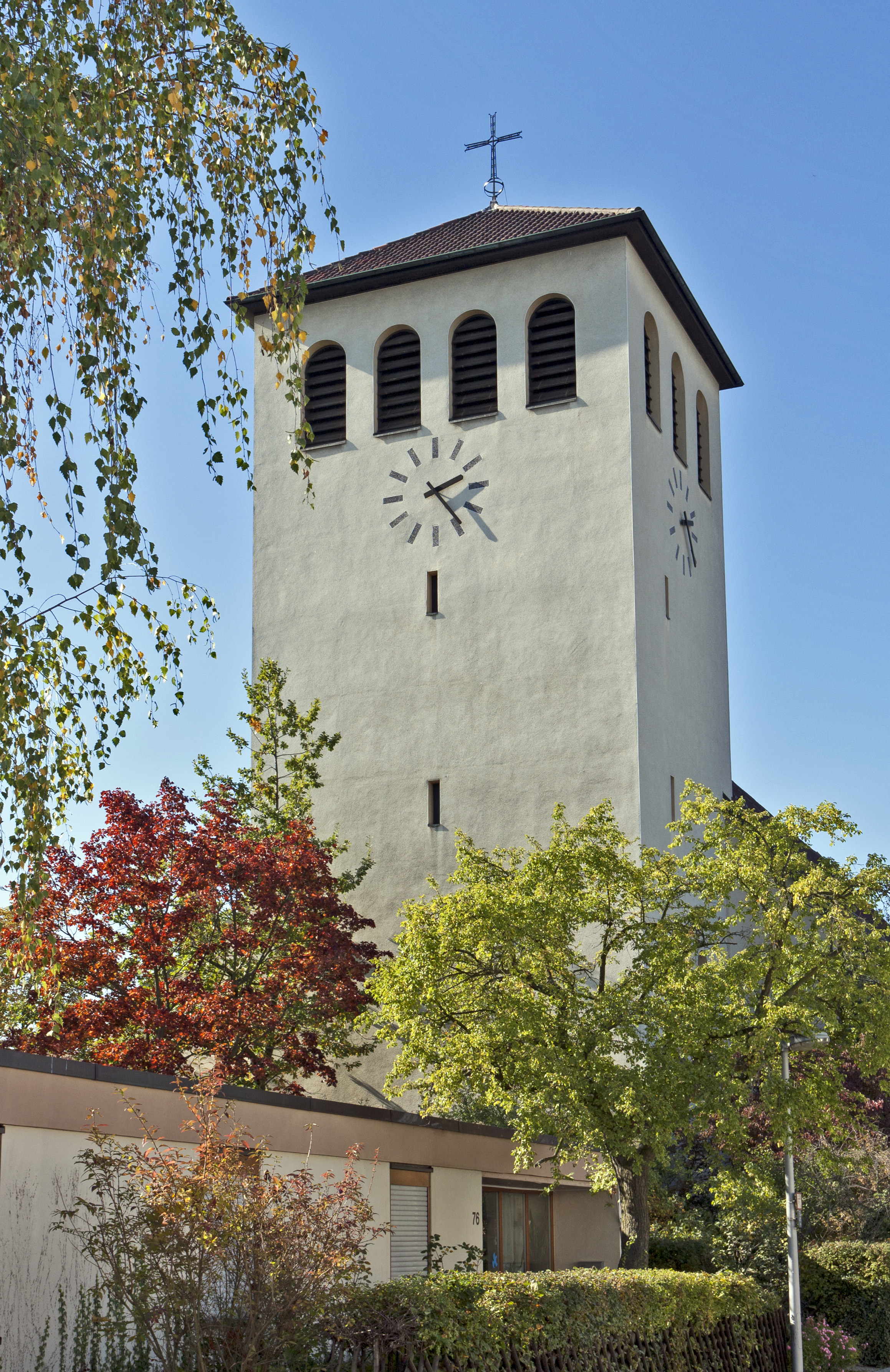
St. Elisabeth
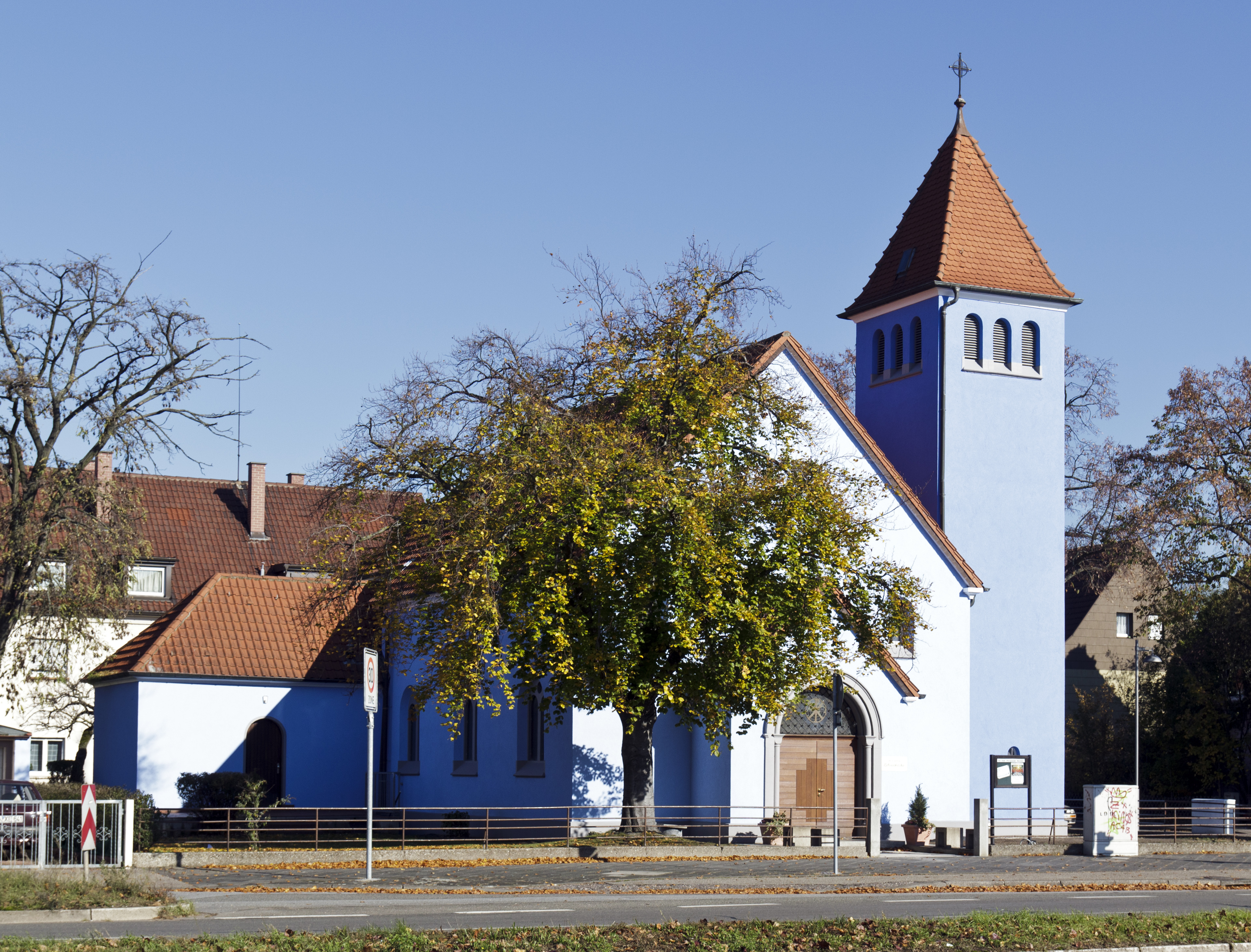
Erlöserkirche
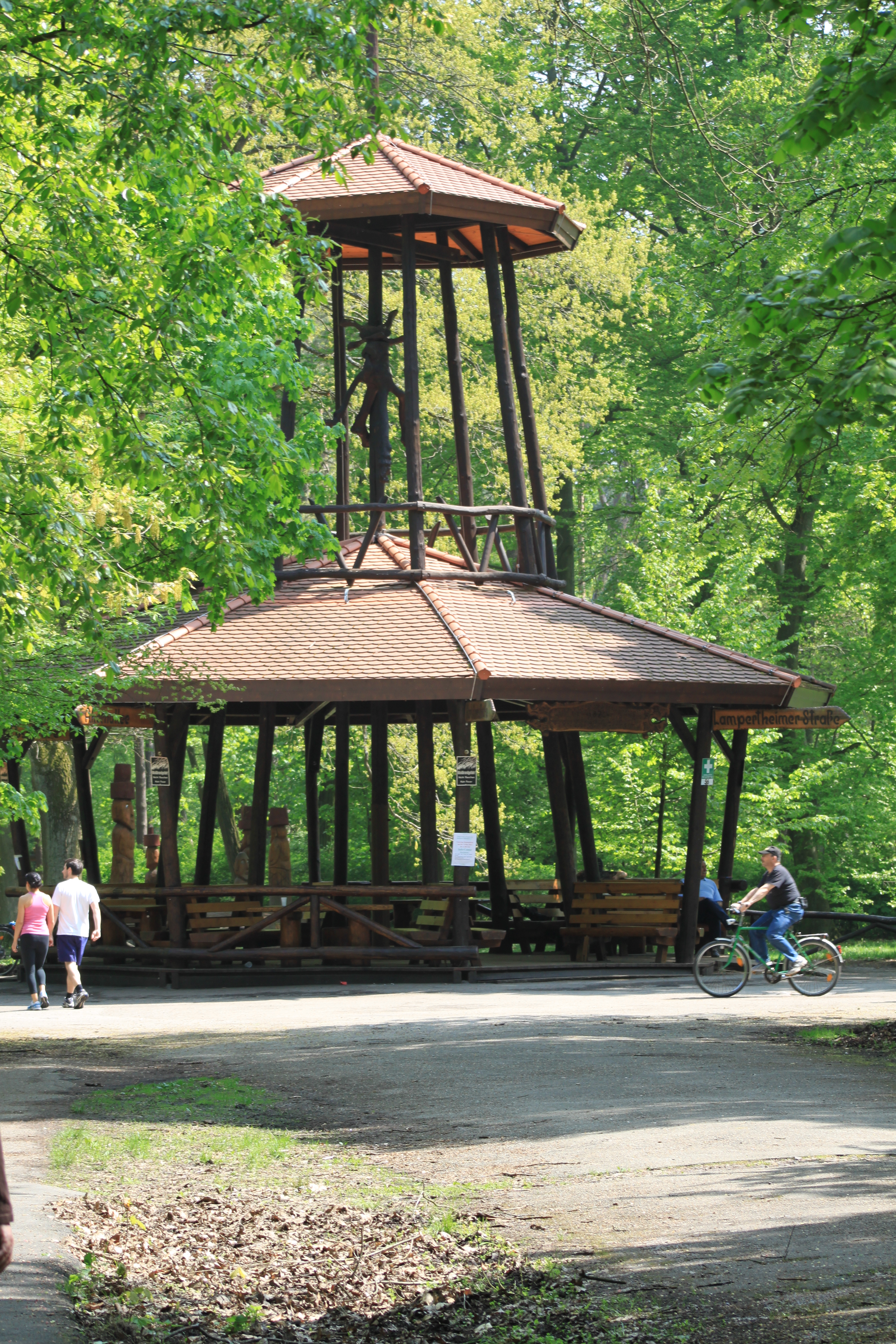
Karlstern
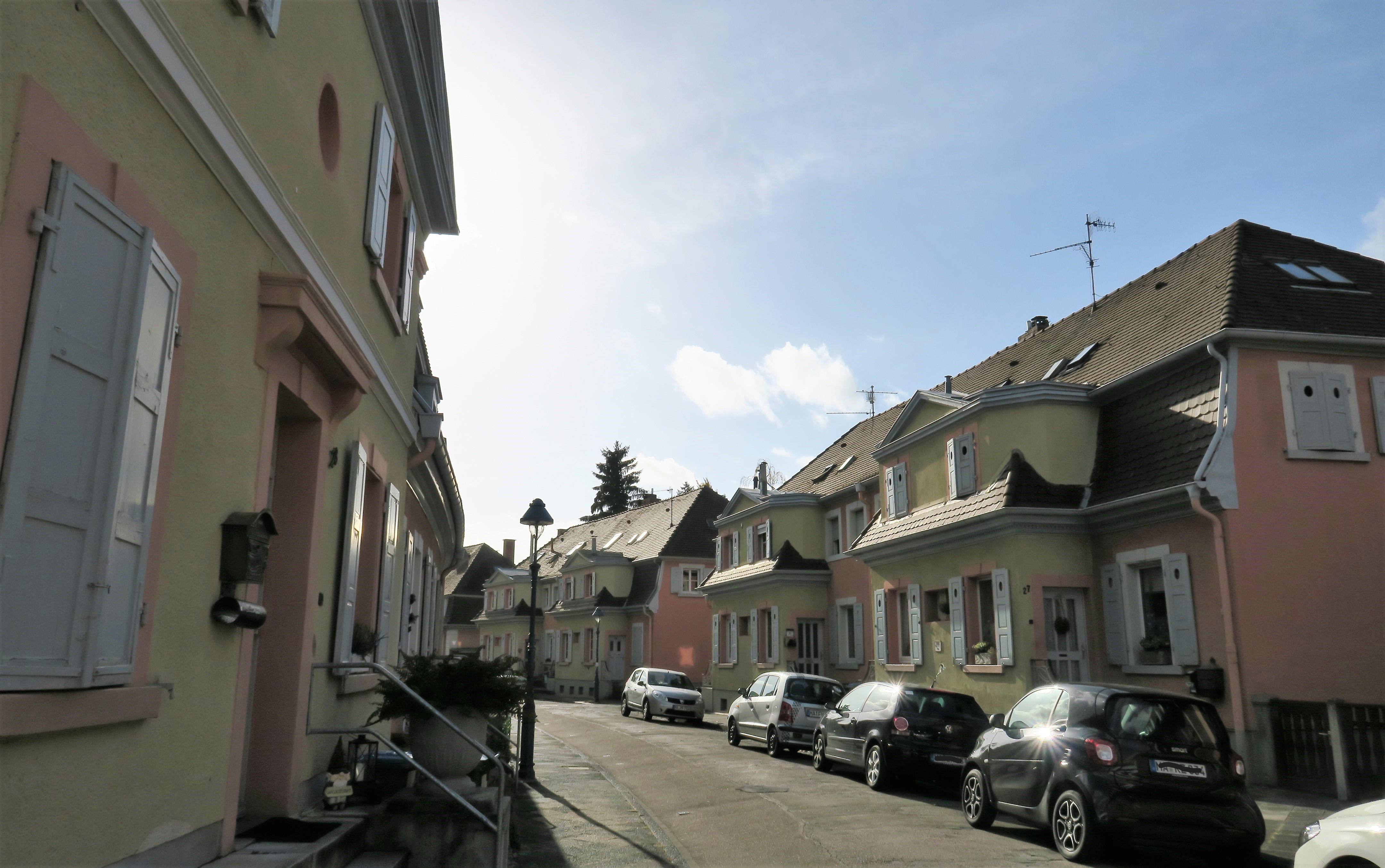
Wohnstraße

## Persönlichkeiten
- Heinrich Wittkamp (1903–1987), Gewerkschafter und Politiker
- Walter Pahl (Genossenschafter) (1923–2011), Genossenschafter und Politiker
- Bernd Bartels (1950–2023), Fußballspieler